# Shady Girl
"Shady Girl" é um single do girl group sul-coreano Sistar. Foi lançado em 25 de agosto de 2010 através da Starship Entertainment.

## Lançamento
Em 23 de agosto de 2010 foi anunciado que SISTAR lançariam seu segundo single, intitulado "Shady Girl" em 25 de agosto de 2010. Junto com o anúncio, fotos teasers do grupo foram lançadas apresentando o seu conceito de imagem em "Antes e Depois".
Sistar lançou o teaser de seu single "Shady Girl" em 24 de agosto de 2010. O single foi lançado em lojas de música e sites musicais em 25 de agosto de 2010. O vídeo musical oficial foi revelado no mesmo dia. O videoclipe tem a participação de Kim Heechul do Super Junior.
Em 15 de setembro de 2010, Sistar lançou o vídeo de ensaio de sua faixa, "Shady Girl".
A canção foi composta e produzida por Brave Brothers.

## Promoções
Sistar realizou sua volta aos palcos no Music Bank em 27 de agosto de 2010. O grupo também apresentou "Shady Girl" nos programas musicais M! Countdown, Show! Music Core e Inkigayo.

## Lista de faixas
| Lista de faixas |                                            |                |         |  |
| N.º             | Título                                     | Letras         | Duração |  |
| 1.              | "Drop The Beat" (feat. B2K)                | Brave Brothers | 1:08    |  |
| 2.              | "Shady Girl" (가식걸)                      | Brave Brothers | 3:57    |  |
| 3.              | "I Don't Want A Weak Man" (약한 남자 싫어) | Minfee         | 3:02    |  |
| 4.              | "Shady Girl" (instrumental)                | Brave Brothers | 3:57    |  |
| Duração total:  | Duração total:                             | Duração total: | 12:06   |  |

## Desempenho nas paradas
| Parada                  | Melhor posição |
| ----------------------- | -------------- |
| Gaon Weekly Album Chart | -              |

| Parada              | Vendas                  |
| ------------------- | ----------------------- |
| Gaon vendas físicas | 10.000+ (Coreia do Sul) |

| "Shady Girl" | 4 |

## Créditos
- Hyorin - vocais
- Soyou - vocais
- Dasom - vocais
- Bora - vocais, rap
- Brave Brothers - produção, composição, arranjo, música